# Okršaj s Vikinzima
Okršaj s Vikinzima je redovna epizoda Zagora objavljena u svesci LMS-116. u izdanju Dnevnika iz Novog Sada. Na kioscima u bivšoj Jugoslaviji se pojavila 13. septembra.1974. Koštala je 5 din (0,29 $; 0,71 DEM). Ovo je 2. deo duže epizode, koja je počela u LMS-115: Izazov kitolovcima.

## Originalna epizoda
Ova epizoda objavljena je premijerno u dve sveske pod nazivom La freccia mortale i Sfida all'ignito u #62-4 regularne edicije Zagora u izdanju Bonelija u Italiji 1. avgusta 1970 i 1. septembra 1970. Epizodu su nacrtali Galijeno Feri i Franko Donateli, a scenario napisao Gvido Nolita. Naslovnu stranu je nacrtao G. Feri. 

## Kratak sadržaj
Golden Baby stiže u indijansko selo gde im Indijanci objašnjavaju da se u blizini nalazi utvrđenje Vikinga, koji pljačkaju Indijance i kitolovce. Zagor i Čiko, prerušeni u Vikinge ulaze u utvrđenje, ali ubrzo bivaju otkriveni i uhvaćeni. U zatvoru se nalaze zajedno sa mornarima sa kitolovaca koje Vikinzima koriste kao robove. U međuvremenu, princ Zigfrid se suprotstavlja kralju Gutrumu i oragnizuje pobunu da bi ga zbacio s prestola. Gutrum takođe završava u zatvoru. Fakir Ramat uspeva da putem spiritualne seanse pošelje svoj duh do kapetena Fišlega i ostalih mornara s Golden baby, koji organizuje napad na utvrđenje i tako spašavaju Zagora, Čika i ostale mornare. Gutrum uzima nazad krunu, a Zigfrida očekuje tragičan kraj.

## Reprize ove epizode u Srbiji
Ove epizode reprizirane su 2023. godine u Srbiji u okviru edicije Odabrane priče pd nazivom Odlazak u nepoznato (#63).

## Ponovo pojavljivanje Vikinga
Gutrum i njegovi Vikinzi se ponovo pojavljuju u Zlatnoj seriji #550-552, koji su u bivšoj Jugoslaviji izašle 1981. godine, zatim 2008. godine u #11-14 u izdanju Veselog četvrtka, i konačno u epizodi Sedam Vikinga, koju je objavio Veseli četvrtak 1. juna 2023 u okviru regularne edicije Zagora (#200).

## Prethodna i naredna epizoda Zagora u LMS
Prethodna sveska Zagora u LMS nosila je naslov Izazov kitolvcima (#115), a naredna Piratski brod (#119).